# Bischheim (Baix Rin)
Bischheim (en alsacià Bísche) és un municipi francès, situat a la regió del Gran Est, al departament del Baix Rin. L'any 2005 tenia 17.700 habitants. Limita amb Estrasburg, Schiltigheim, Niederhausbergen, Hoenheim i La Wantzenau.
Forma part del cantó de Schiltigheim, del districte d'Estrasburg i de la Strasbourg Eurométropole.

## Demografia
| 1962   | 1968   | 1975   | 1982   | 1990   | 1999   |
| ------ | ------ | ------ | ------ | ------ | ------ |
| 12.355 | 14.383 | 14.985 | 16.215 | 16.308 | 16.763 |

## Administració
| Període   | Identitat           | Partit |
| --------- | ------------------- | ------ |
| 1947-1958 | Georges Rossdeutsch |        |
| 1958-1977 | Charles Huck        |        |
| 1977-1983 | Claude Lutz         |        |
| 1983-     | André Klein-Moser   | UMP    |